# Fjällbacka församling
Fjällbacka församling är en församling i Norra Bohusläns kontrakt i Göteborgs stift. Församlingen ligger i Tanums kommun i Västra Götalands län och ingår i Tanums pastorat.

## Administrativ historik
Församlingen bildades 1995 genom en utbrytning ur Kville församling (efter att den hade varit en kyrkobokföringsdistrikt inom Kville församling till 1991) och ingick sedan till 2018 i pastoratet Kville, Bottna, Svenneby och Fjällbacka. Från 2018 ingår församlingen i Tanums pastorat.

## Kyrkobyggnader
- Fjällbacka kyrka

### Fotnoter
1. ↑  Nationell Arkivdatabas Referenskod: SE/143507000.[källa från Wikidata]
2. ↑  Stift, kontrakt och pastorat i nummerordning med ingående församlingar 2020-01-01, SCB, läs online.[källa från Wikidata]
3. 1 2  Medlemmar i Svenska kyrkan i förhållande till folkmängd den 31.12.2019 per församling, kommun och län samt riket, Svenska kyrkan, läs online.[källa från Wikidata]
4. ↑  ”Förteckning (Sveriges församlingar genom tiderna)”. Skatteverket. 1989. http://www.skatteverket.se/privat/folkbokforing/omfolkbokforing/folkbokforingigaridag/sverigesforsamlingargenomtiderna/forteckning.4.18e1b10334ebe8bc80003999.html. Läst 17 december 2013.